# Vilken kärlek oss bevisad
Vilken kärlek oss bevisad är en passionspsalm av en okänd svensk författare, troligen ur Then Swenska Prof-Psalmboken 1765. Begynnelsefrasen lyder:  O vad djuphet mig nu möter. I starkt bearbetat skick infördes psalmen i Prof-Psalmboken 1793 och bearbetades sedan av Christopher Dahl för hans Psalmer 1807 och av Johan Olof Wallin för Psalmboksförslaget 1816 . Psalmen har tio verser.
Den inleds 1819 med orden:
Vilken kärlek oss bevisad
Av din nåd vad grundlöst hav
När du dig i döden gav
Jesu, du som, evigt prisad
Den bearbetades för 1986 års psalmbok och fick där titelraden "Dig, min Jesus, nu jag skådar". Den versionen har sex verser.
Melodi är Jesu, lär mig rätt betänka.

## Publicerad i
- 1819 års psalmbok som nr 80 under rubriken "Jesus uppgår till Jerusalem, instiftar nattvarden, förrådes".
- 1937 års psalmbok som nr 80 under rubriken "Passionstiden".
- 1986 års psalmbok som nr 446 under rubriken "Fastan".